# Ocelot
Ocelot (lat. Leopardus pardalis), poznat i kao obojeni leopard, McKenneyeva divlja mačka te Manigordo (u Kostariki), divlja je mačka sa staništem u Južnoj i Srednjoj Americi te Meksiku, iako je primjećena i u SAD-u, Trinidadu i Tobagu te Karibima. Naraste do jednoga metra uz prosječnu težinu od 10 do 15 kilograma što ga čini najvećim pripadnikom u rodu Leopardus. Istrebljivani su zbog svoga krzna što ih je dovelo na popis ugroženih vrsta u osamdesetim godinama dvadesetoga stoljeća, no od 2006. godine njihov status je, prema IUCN-u, vrlo siguran.

## Sistematika i ime
Ime ocelot dolazi od riječi ōcēlōtl (oːˈseːloːtɬ) koja se ponajprije odnosi na jaguara.

### Podvrste
Navedene su podvrste ocelota i njihova staništa:
- Leopardus pardalis pardalis, amazonska prašuma
- Leopardus pardalis aequatorialis, sjeverne Ande te Srednja Amerika
- Leopardus pardalis albescens, Meksiko, jugozapadni Texas
- Leopardus pardalis melanurus, Venezuela, Gvajana, Trinidad i Tobago, Barbados, Grenada
- Leopardus pardalis mitis, Argentina, Paragvaj
- Leopardus pardalis nelsoni, Meksiko
- Leopardus pardalis pseudopardalis, Kolumbija
- Leopardus pardalis puseaus, Ekvador
- Leopardus pardalis sonoriensis, Meksiko
- Leopardus pardalis steinbachi, Bolivija

## Ponašanje
Ocelot je aktivniji noću. U borbama za teritorij borit će se i do smrti s drugim pripadnicima svoje vrste. Većinu godine živi usamljeno, a izuzetak je doba parenja. Dan provodi po drveću ili uzvisini povremeno dijeleći svoje stanište s drugim ocelotom istoga spola. Vrijeme potrebno da ženka okoti mladunčad procjenjuje se na 70 dana, pri čemu na svijet dolaze 2-4 ocelota. 
Iako se vrlo dobro snalazi na drveću, primarno je životinja koja provodi vrijeme na tlu. Lovi životinje koje su manje od njega prateći njihov miris, iako ima vrlo razvijen vid. 

## Ostalo
Oceloti se ponekad drže u kućanstvima kao ljubimci. Poznati slikar dvadesetoga stoljeća Salvador Dalí često je putovao sa svojim ocelotom, a vodio ga je i na luksuzne brodove tijekom dalekih putovanja. Pripadnici naroda Moche u Peruu klanjali su se životinjama te često prikazivali ocelote u svojoj umjetnosti.

## Drugi projekti
|  | Zajednički poslužitelj ima stranicu o temi Ocelot |
|  | Wikivrste imaju podatke o taksonu Ocelotu         |